# Vanyola
Vanyola is een plaats (község) en gemeente in het Hongaarse comitaat Veszprém. Vanyola telt 620 inwoners (2001).